# Edward Percy Moran
Edward Percy Moran (1862-1935), aussi connu sous le nom de Percy Moran, est un artiste américain connu pour avoir peint des scènes de l'histoire américaine.

## Jeunesse et éducation
Il est né à Philadelphie le 29 juillet 1862. C'est l'un des fils d'Edward Moran, un artiste qui a immigré aux États-Unis depuis l'Angleterre. 
Moran a étudié auprès de son père et à la Pennsylvania Academy of the Fine Arts de Philadelphie et à la National Academy of Design de New York.

## Carrière
Il peint des sujets historiques américains ; des exemples de son travail se trouvent dans de nombreuses importantes collections.

## Décès
Il décède à New York le 25 mars 1935, à l'âge de 72 ans. 
Son frère Leon Moran  (né en 1864), ses oncles Peter Moran (né en 1842) et Thomas Moran, ainsi que son cousin Jean Leon Gerome Ferris sont également d'éminents artistes américains. 

## Images

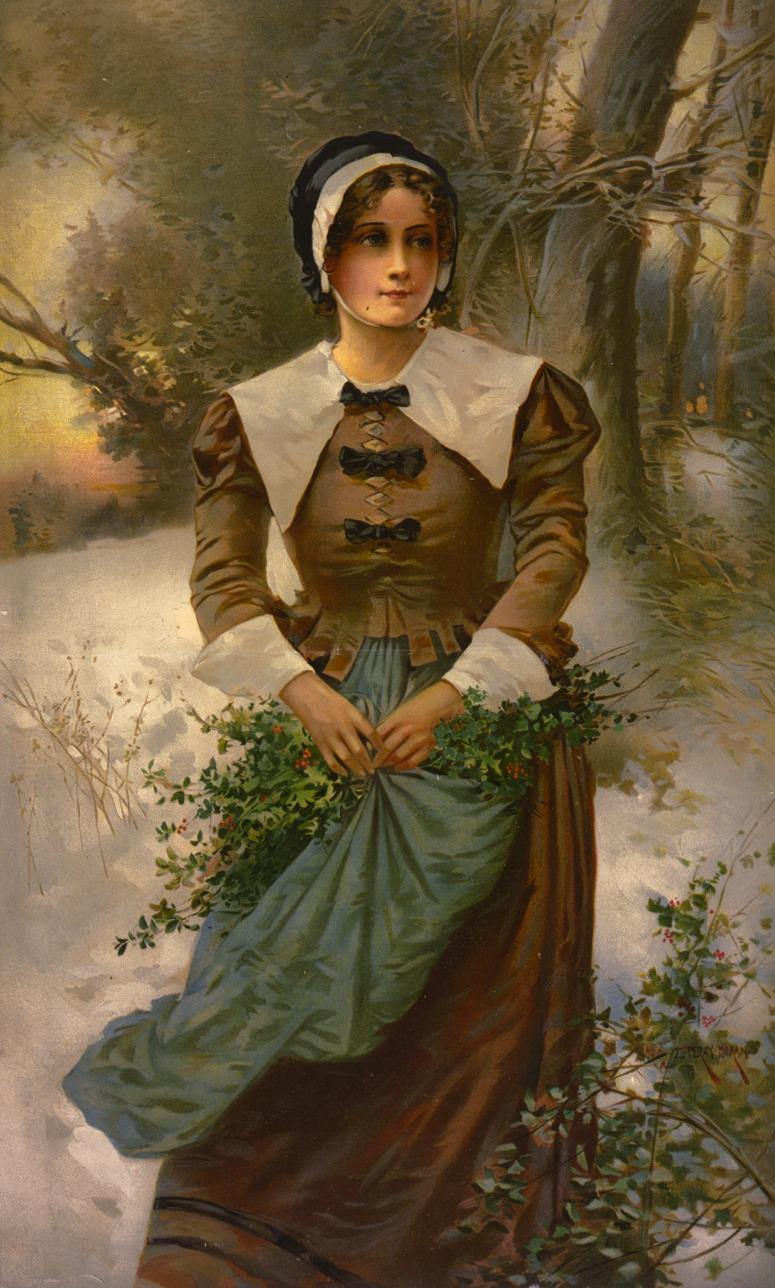
Une puritaine honnête (A fair Puritan).
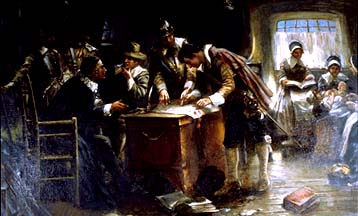
Signature du Mayflower Compact, vers 1900, aujourd'hui conservé au Pilgrim Hall Museum.
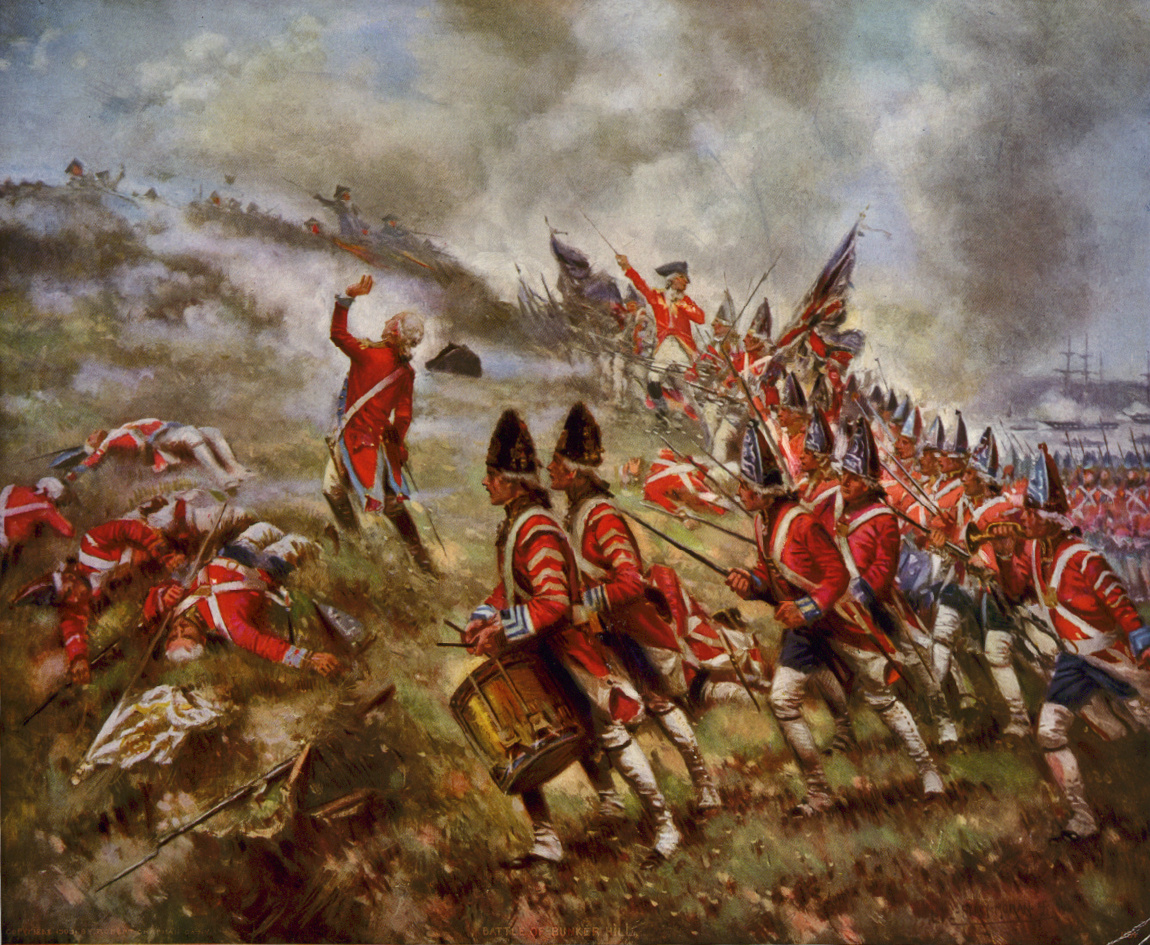
Bataille de Bunker Hill.
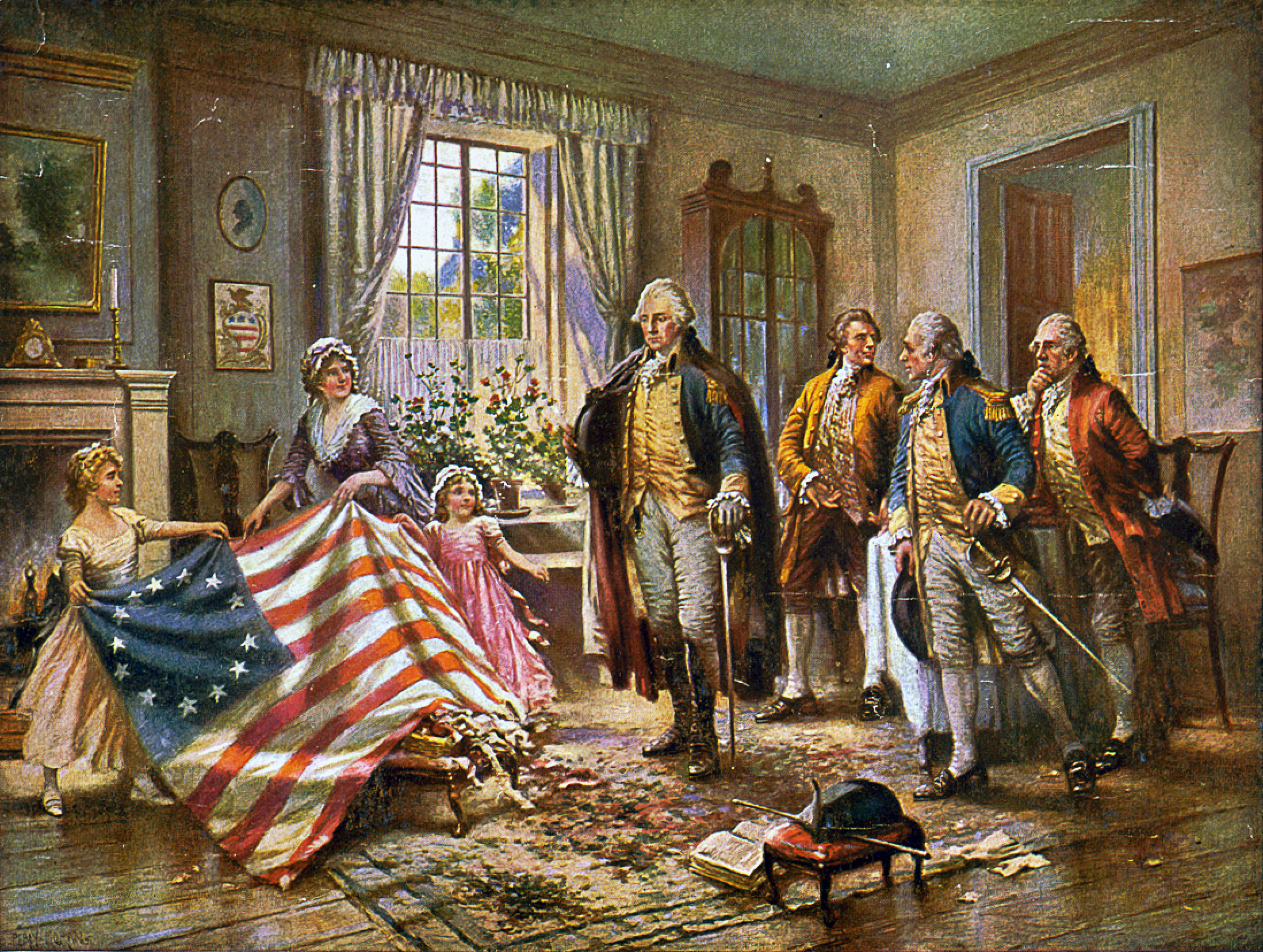
La Naissance de la Vieille Gloire (1917).